# Î
Î, en minúscula î (I con acento circunflejo) es una letra presente en el alfabeto de los idiomas rumano, kurdo, friulano y que lo estuvo en el malayo antiguo. Esta letra también aparece en los idiomas francés, italiano, turco, galés y valón como una variante de la letra «i».    

## Uso
En matemáticas y física a veces se usa para representar un vector unitario.

## Códigos en computación
Esta letra se representar con los siguientes caracteres Unicode:
| Carácter      | Î                                      | Î                                      | î                                    | î                                    |
| ------------- | -------------------------------------- | -------------------------------------- | ------------------------------------ | ------------------------------------ |
| Unicode       | LATIN CAPITAL LETTER I WITH CIRCUMFLEX | LATIN CAPITAL LETTER I WITH CIRCUMFLEX | LATIN SMALL LETTER I WITH CIRCUMFLEX | LATIN SMALL LETTER I WITH CIRCUMFLEX |
| Codificación  | decimal                                | hex                                    | decimal                              | hex                                  |
| Unicode       | 206                                    | U+00CE                                 | 238                                  | U+00EE                               |
| UTF-8         | 195 142                                | C3 8E                                  | 195 174                              | C3 AE                                |
| Ref. numérica | &#206;                                 | &#xCE;                                 | &#238;                               | &#xEE;                               |
| Ref. entidad  | &Icirc;                                | &Icirc;                                | &icirc;                              | &icirc;                              |